# رينيه مونتيرو
رينيه مونتيرو هو مصارع هاوي كوبي، ولد في 23 نوفمبر 1979 في سانتياغو دي كوبا في كوبا.

## وصلات خارجية
- رينيه مونتيرو على موقع قاعدة بيانات المصارعة الدولية (الإنجليزية)
- رينيه مونتيرو على موقع أوليمبيديا (الإنجليزية)